# 二羰基环戊二烯基钴
二羰基环戊二烯基钴是一种有机钴化合物，化学式 (C5H5)Co(CO)2，简称 CpCo(CO)2。它是一种半夹心化合物，为对空气敏感的深红色液体。它有一个茂基和两个羰基配体。二羰基环戊二烯基钴可溶于常见的有机溶剂。

## 制备
CpCo(CO)2 是在1954年由 Piper、弗兰克·阿尔伯特·科顿和杰弗里·威尔金森首次报告的。它们的制备方法是反应八羰基二钴和环戊二烯：
Co2(CO)8 + 2 C5H6 → 2 C5H5Co(CO)2 +  H2 + 4 CO
它也可以由二茂钴在高温高压下羰基化而成：
Co(C5H5)2 + 2 CO → C5H5Co(CO)2 + "C5H5"
二羰基环戊二烯基钴的红外光谱 2030 和 1960 cm−1处有两条强谱。

## 反应
CpCo(CO)2可催化炔烃三聚反应。催化循环从一个 CO 配体的解离开始，形成双炔中间体。
CpCo(CO)2 + 2 R2C2 → CpCo(R2C2)2 + 2 CO
该反应通过CO的解离形成金属炔烃配合物。尽管炔烃配合物 CpCo(CO)(R1C2R2) 仍未被分离，类似的 CpCo(PPh3)(R1C2R2) 已通过以下反应制备：
CpCo(CO)2 + PR3  →  CO + CpCo(CO)(PR3)
CpCoL(PR3) + R2C2  →  L + CpCo(PR3)(R2C2) （L = CO 或PR3）
CpCo(CO)2 可催化炔烃和腈的混合物反应，形成吡啶。用钠还原CpCo(CO)2 可以得到双核自由基 [Cp2Co2(CO)2]−，后者会和卤代烷反应，形成 [Cp2Co2(CO)2R2]。酮可以通过这些烷基配合物的羰基化而成，并重新产生 CpCo(CO)2。

## 相关化合物
- 二羰基五甲基环戊二烯基钴 Cp*Co(CO)2（CAS号 12129-77-0）
- 二羰基环戊二烯基铑 CpRh(CO)2（CAS号 12192-97-1）
- 二羰基环戊二烯基铱 CpIr(CO)2（CAS号 12192-96-0）